# Artur Dinter
Pour les articles homonymes, voir Dinter.
Artur Dinter (Mulhouse, 1876 ̶  Offenbourg, Bade, 1948) était un écrivain, philosophe et homme politique allemand. Adepte d’abord du scientisme, il se fit ensuite le propagandiste d’un christianisme aryen (le Geistchristentum), fondant à cette fin une nouvelle église allemande unitaire, la Deutsche Volkskirche. Pour donner un fondement métaphysique à son virulent antisémitisme, il conçut une cosmogonie teintée de gnose et de néo-platonisme, où les Juifs endossaient le rôle de vecteurs d’esprits impurs et néfastes, appliqués à falsifier le message du Christ et à contrecarrer les efforts de purification des Aryens. Appartenant au mouvement völkisch et membre précoce du NSDAP, il fut nommé par Hitler Gauleiter de Thuringe, mais ne manqua pas de susciter la méfiance des dirigeants nazis par ses positions radicales et par le primat qu’il proclamait du religieux sur le politique. Quoique personnage très en vue et écrivain à succès, il fut progressivement marginalisé par le régime nazi, et se vit même interdire, à la fin des années trente, toute expression publique, orale ou par écrit. Une grande partie de sa vie se passa à donner une version de la Bible expurgée de ce qu’il considérait comme des altérations juives.

## Biographie
Artur Dinter naquit à Mulhouse (Alsace) d’un père inspecteur des douanes et de son épouse Berta Hoffmann, tous deux originaires de Silésie, et reçut le baptême catholique. Après le baccalauréat, il entreprit à partir de 1895 des études en sciences naturelles et en philosophie à l’université de Munich et de Strasbourg. Entre 1901 et 1903, il travailla comme assistant de chimie à l’université strasbourgeoise, et obtint en 1903 son doctorat avec la plus grande distinction (summa cum laude). Cependant, il avait déjà, alors qu’il était encore étudiant, fait quelques essais de création littéraire. Sa pièce de théâtre Die Schmuggler (1906, litt. les Contrebandiers) fut récompensée d’un premier prix.
Son doctorat obtenu, Dinter fut nommé directeur des jardins botaniques à Strasbourg. En 1904, il s’en alla à Constantinople pour y enseigner dans une école allemande. En 1905, s’étant reconverti professionnellement, il devint directeur du théâtre de Thann, dans sa région natale d’Alsace. De 1906 à 1908, il travailla comme metteur en scène au théâtre de Rostock d’abord, puis au théâtre Schiller à Berlin. Dans le même temps, il fonda en 1908 l’Association des auteurs allemands de théâtre, le VDB, ― dont il sera exclu en 1917 ―, au titre de président de laquelle il fut également amené à diriger, de 1909 à 1914, la maison d’édition d’œuvres de théâtre attachée à cette association. Dinter était par ailleurs membre de la Ligue pangermaniste (l’Alldeutscher Verband), antisémite et colonialiste.

### Première Guerre mondiale
Dinter participa aux combats de la Première Guerre mondiale en tant que lieutenant de réserve d’un régiment d’infanterie alsacien et fut bientôt promu au grade de capitaine de réserve et décoré de la croix de fer de deuxième classe. Il contracta le choléra en 1915, et, grièvement blessé en 1916, dut séjourner longuement en hôpital militaire, avant d’être dispensé de service militaire. Pendant son séjour à l’hôpital, il fit la connaissance des écrits de Houston Stewart Chamberlain, et devint bientôt un partisan du Völkische Bewegung.

### Carrière littéraire
En 1919, après la parution en 1917 de son livre à succès Die Sünde wider das Blut (litt. le Péché contre le sang, sous-titré Roman contemporain sur la question juive et raciale), il s’établit à Weimar comme écrivain de métier. Dans ce roman férocemment antisémite, qui devait atteindre en 1934 un tirage total de plus de 260 000 exemplaires, l’auteur sut convertir en percutants stéréotypes littéraires les représentations ethnoracistes de son époque. Encouragé par ce succès, l’auteur fit suivre ce roman de deux autres, Die Sünde wider den Geist (le Péché contre l’esprit, sous-titré Roman contemporain sur la doctrine de l’esprit et sur le christianisme d’esprit à partir d’expériences personnelles, 1921) et Die Sünde wider die Liebe (le Péché contre l’amour, sous-titré Roman contemporain sur les questions sociales et religieuses du temps présent. Contenant d’amples explications d’histoire et de philosophie religieuses, 1922), ces trois romans formant une trilogie, à laquelle Dinter donna le titre général Die Sünden der Zeit (litt. les Péchés de l’époque). À cette trilogie devaient succéder quantité de livres et de libelles antisémites.

### Völkische Bewegunget NSDAP
Après la guerre, la pensée de Dinter se fit de plus en plus radicale et raciste. En 1919, il participa à la fondation du Deutschvölkischer Schutz- und Trutzbund (litt. Alliance deutschvölkisch offensive et défensive) et resta membre de son comité de direction jusqu’à l’interdiction de cette association en 1922. Il fut ensuite un des cofondateurs du Deutschvölkische Freiheitspartei (DVFP) et se rapprocha d’Adolf Hitler. Après le putsch manqué de 1923 à Munich, Dinter fut élu en 1924 à l’assemblée de Thuringe comme représentant et chef de fraction de l’alliance électorale Völkisch-Sozialer Block (VSB). Ses positions s’approchaient de plus en plus de celles du NSDAP. Hitler le nomma, depuis son lieu de détention à Landsberg-sur-le-Lech, Gauleiter NSDAP de Thuringe. En même temps, Dinter devint l’éditeur du journal Der Nationalsozialist, qui paraissait à Weimar. Il s’ensuivit d’âpres discussions avec ses compagnons du VSB, qui débouchèrent sur son exclusion. En 1925, après la remise en liberté anticipée d’Adolf Hitler, eut lieu la refondation du NSDAP. Pour sa fidélité au parti, Dinter fut gratifié, dans l'échelle des membres du parti, du très appréciable rang n° 5.

### Marginalisation
Il apparut bientôt que Dinter poursuivait en priorité des buts religieux, différents de ceux de Hitler. Ainsi qu’il ressort de ses 197 Thesen zur Vollendung der Reformation (litt. 197 Thèses pour parachever la Réforme, 1926), ce qu’il avait en vue était en premier lieu la révolution religieuse, accordant à cet idéal une importance incomparablement plus grande qu’à une quelconque forme de changement politique. Il fonda en 1927 la Geistchristliche Religionsgemeinschaft (Communauté religieuse spirituelle-chrétienne), rebaptisée en 1934 Deutsche Volkskirche (Église populaire allemande), laquelle s’appliquait à propager une « doctrine aryenne-héroïque du Christ » et avait pour objectif de « déjudaïser » la doctrine chrétienne ― ainsi, l’Ancien Testament fut-il rejeté comme juif. Dinter connut avec cette entreprise un succès considérable : la Deutsche Volkskirche compta en effet jusqu’à 300 000 adhérents. Cependant, le parcours singulier de Dinter ne manqua pas de le faire bientôt entrer en conflit avec Hitler, lequel le démit dès 1927 de sa fonction de Gauleiter. Profondément dépité, Dinter lança, dans les colonnes de sa revue Das Geistchristentum, des attaques à l’endroit de Hitler, qui devaient aboutir en 1928 à son exclusion définitive du NSDAP. Mais dans les années suivantes encore, la polémique contre Hitler se poursuivit. Il alla même jusqu’à se présenter aux élections de 1932, sous les couleurs de son éphémère parti Dinterbund, comme adversaire politique du NSDAP.

### Épilogue
Après la prise de pouvoir par les nazis en 1933, Dinter entreprit une tentative de rapprochement et sollicita par écrit d’être réintégré dans le NSDAP, ce qui cependant fut décliné. En 1934, il fit paraître Die Deutsche Volkskirche als Dienerin des nationalsozialistischen Volksstaates, (litt. l’Église populaire allemande comme serviteur de l’État populaire national-socialiste), au moyen duquel il s'évertua une nouvelle fois de rentrer dans les bonnes grâces du régime nazi. Néanmoins, il fut de plus en plus surveillé par la Gestapo, qui le fit mettre en détention pour une courte durée. En 1937, son Église populaire allemande fut interdite par Heinrich Himmler. Deux ans plus tard, il fut exclu de la Reichsschrifttumskammer, et interdiction lui fut faite d'exercer des activités oratoires ou littéraires ; pour avoir enfreint cette interdiction, il dut en 1942 se justifier devant un tribunal spécial à Fribourg-en-Brisgau. En 1945, il fut condamné à une peine de 1 000 Reichsmark à l’issue d’une procédure de dénazification à Offenbourg. S’il fut certes tenu compte de sa position de marginal, le tribunal vit néanmoins en lui un des pères spirituels des lois raciales de Nuremberg.
Même après la guerre, Dinter tenta encore de rassembler autour de lui d’anciens adeptes du Geistchristentum. Il consacra les onze dernières années de sa vie à produire une refonte de sa traduction des Évangiles parue en 1923, et qu’il se proposait d’intituler L’Évangile. Traduction nouvelle des Évangiles établie à partir des manuscrits les plus anciens, après éradication de toutes les traductions fautives et falsifications dogmatiques, présentée sous forme d’un récit continu et dans le respect de la teneur exacte du texte originel. 150 chapitres. Édition richement annotée (Tapuscrit, possession privée). Jusqu’à la fin, Dinter sera resté fidèle à la sienne conviction que seule la doctrine chrétienne pure, telle qu’elle se révèle à travers un texte évangélique expurgé de toutes ses erreurs de traduction et de toutes les interprétations fausses d’origine théologique, est à même d’apporter la rédemption à l’humanité.

## Doctrine
Dinter s’est longuement expliqué sur son évolution religieuse dans de nombreux textes. Le renoncement à la foi catholique traditionnelle ― dont Dinter se serait, selon ses propres dires, détourné dès l’âge de 19 ans ― y est présenté en général comme le résultat d’un processus intellectuel nécessaire, graduel et auto-probant. Il crut d’abord trouver la vérité ultime du monde dans un savoir scientifique à la démarche strictement empirique ; cette vision scientiste de l’univers, qui allait pour longtemps se substituer chez Dinter aux systèmes de croyance traditionnels, était seule, selon lui, à être en adéquation avec la réalité de l’existence moderne. Cependant, dans le cheminement ultérieur de sa pensée, sa manière d’appréhender le monde naturel adopte progressivement des traits spirituels de plus en plus prononcés, jusqu’à ne lui faire considérer la nature que comme la manifestation extérieure d’une réalité spirituelle qui lui est sous-jacente. Le recours à la création littéraire reflète cette orientation nouvelle de sa pensée, celle-ci voyant désormais dans la littérature un « art sacré » apte à ouvrir des voies vers la réalité essentielle et transcendante de l’Être.

### Métaphysique
Sa théorie du christianisme d’esprit (Geistchristentum), religion de synthèse conçue par lui dès la Première Guerre mondiale, fut échafaudée à partir d’un conglomérat d’idées néoplatoniciennes, de représentations empruntées à l’occultisme mystique et de conceptions antisémites, auxquelles Dinter articula l’idéal racial de Chamberlain et sa propre vision singulière, anti-ecclésiastique, du christianisme. En tant que telle, cette théorie ne se démarque pas fondamentalement d’autres théories fascistes en vogue à cette époque et, comme celle de Dinter, emballées dans une rhétorique religieuse.
Une doctrine des émanations, anti-sensualiste et anti-matérialiste, trouvant son inspiration dans le gnosticisme et l'occultisme, était censée conférer à son Geistchristentum une profondeur religieuse et une dimension métaphysique, mais ne laissa pas d’aboutir souvent à des déploiements assez abscons. Selon cette doctrine existait au commencement de l’univers un monde d’entités spirituelles pures, créé par Dieu. Une fracture intervenue dans cette sphère divine entraîna la formation, par une suite d’émanations, d’un grand nombre de mondes, parmi lesquels le cosmos matériel apparaît comme le plus vil et le plus impur. Dans ce cosmos, peuplé selon Dinter d’esprits bons (purs) et d’esprits démoniaques (impurs), continue cependant de résider une partie de la lumière divine primitive (Urlicht), laquelle aspire à la réunification avec Dieu et tend à désagréger la matière. Dinter, reprenant le motif gnostique de l’autorédemption, affirme que chaque esprit est appelé à revenir à Dieu par un processus de purification de soi. Dans ce mouvement divin des temps premiers (göttliche Urbewegung), l’individu humain n’est autre qu’une phase de transition du processus devant conduire à la réunification avec Dieu. Les races humaines sont les vecteurs des esprits, les véhicules dont usent les esprits pour réaliser leurs desseins ; si les esprits bons se servent du corps humain pour se purifier et finalement rejoindre Dieu, à l’effet d’interrompre ainsi le cycle de la naissance, de la mort et de la réincarnation, les esprits égoïstes et matérialistes, quant à eux, ne s’incarnent qu’afin d’assouvir leurs basses pulsions démoniaques.
Dans la vision de Dinter, ce sont les Aryens qui hébergent les esprits du bien, tandis que les Juifs sont l’incarnation des esprits impurs démoniaques, intéressés seulement par l’argent et la satisfaction de leurs désirs, acharnés à corrompre les Aryens, à les détourner de leurs efforts de purification de soi et, par ce biais, à les dominer. Dinter en veut pour preuve la nature même de la religion juive : l’Ancien Testament n’est autre qu’un ensemble de préceptes élaboré par une divinité démoniaque (en l’espèce Jéhovah) et destiné à mystifier et à leurrer les Aryens. Le Christ, Aryen d’une pureté parfaite, venu sur terre à titre d’émissaire de Dieu, avait mission d’évincer, par la doctrine chrétienne, l’Ancien Testament et de propager ce que Dinter désigne par Geistchristentum, doctrine centrée sur le message de spiritualisation, c'est-à-dire de purification de soi. Les Juifs, en le clouant à la croix, réussirent à couper court à la mission du Christ, pour ensuite falsifier son message, notamment par la personne de Paul.
Cette conception du monde porte nettement l’empreinte de l’antique gnosticisme, en particulier l’idée, inhérente au gnosticisme chrétien, d’un Christ émissaire d’un Dieu bon et acosmique ― c'est-à-dire résidant en dehors du cosmos impur et démoniaque ―, venu provoquer la chute de Jéhovah, le démiurge maléfique, et ainsi briser la Loi de l’Ancien Testament. L’antijudaïsme métaphysique, ainsi que l’antagonisme entre le Dieu rédempteur miséricordieux (Erlösergott) et le tyrannique Dieu de la Loi (Gesetzesgott) sont des éléments propres au gnosticisme antique que, du reste, l’on retrouve non seulement chez Dinter, mais plus généralement dans la mouvance antisémite völkisch en Allemagne ; en effet, dans son projet de purification du christianisme, Dinter se plaisait à invoquer non seulement Luther, en qui il voyait un prédécesseur de son entreprise, mais aussi à Marcion, chrétien gnostique du deuxième siècle, qui avait, à l’aube de la chrétienté, élaboré une théologie antijudaïque et fut un des principaux représentants de l’antijudaïsme métaphysique.

### Antisémitisme
Frustré par les échecs répétés par quoi se soldaient ses projets théâtraux, échecs qu’il imputait à la décadence de son époque et à l’état de décomposition du monde du théâtre, Dinter ira exacerbant le côté antisémite de sa vision du monde. Voyant, à l’instar de Chamberlain, dans la race juive la clef d’interprétation de l’Histoire universelle, il s’employa désormais, avec une radicalité extrême, à projeter sur les Juifs toutes ses critiques en matière culturelle et politique. Dinter n’avait au demeurant aucun scrupule à clamer ses convictions antisémites à l’occasion de spectaculaires prestations publiques.
Un motif récurrent dans ses discours était la trahison des Juifs, agents du principe malin, appliqués à entraver l’épanouissement de la race aryenne. Les Juifs auraient fait main basse sur l’enseignement du Christ, un Aryen, pour le dénaturer et le détourner de son sens ; ensuite, l’Église chrétienne des premiers temps aurait mis en œuvre cet enseignement sous une forme falsifiée. Pour corroborer cette thèse, Dinter s’évertua à établir, au départ de la traduction de Luther, une version de la bible expurgée de ses « falsifications dogmatiques », laquelle parut en 1923 sous le titre Das Evangelium unseres Herrn und Heilandes Jesus Christus nach den Berichten des Johannes, Markus, Lukas und Matthäus (litt. l’Évangile de notre Seigneur et Sauveur Jésus Christ, selon les relations faites par Jean, Marc, Luc et Matthieu, Langensalza 1923). La tâche à accomplir consiste aujourd'hui, selon Dinter, à mener à son terme le dessein de Luther de restauration de la foi chrétienne originelle, et à parachever, mais cette fois en parfaite conscience des perspectives historiques, la Réforme luthérienne à travers une « déjudaïsation de la religion chrétienne » aussi complète que possible.

### Geistchristentumet national-socialisme
Dans son esprit, le national-socialisme n’était au premier chef qu’une expression particulière du mouvement de réforme religieux ; il incombait donc au parti nazi, en tant qu’organisation politique, de mener à bien, dans la sphère sociale, la « purification du sang et de la race ». Dinter avait d’ailleurs déjà envisagé, et exposé dans son roman le Péché contre le sang, une législation raciste, anticipant dans une certaine mesure certains aspects essentiels des lois raciales de 1935.
Cependant, c’est d'abord à la fondation d’une religion que tendait l’œuvre militante de Dinter. S’il connut à l’extérieur un succès considérable ― il fut, de 1918 à 1923, l’auteur völkisch le plus lu en Allemagne ―, son attitude fanatique ne pouvait pas s’accorder avec la stratégie de neutralité religieuse que Hitler entendait maintenir absolument. La rupture, ainsi que l’inimitié mutuelle qui s’ensuivit entre les anciens compagnons de route, était dès lors inévitable.
Le principal ouvrage de Dinter dans le domaine politico-religieux, ses 197 Thesen zur Vollendung der Reformation (litt. 197 Thèses pour parachever la Réforme, Leipzig 1926), visait d’une part bien sûr la restauration de la pure doctrine du Sauveur, mais aussi dans le même temps de jeter les « fondements pour l’édification d’une église nationale allemande » (deutsche Volkskirche), débarrassée enfin de ses multiples confessions distinctes, opposées et cloisonnantes. Au regard de ce double objectif, toute activité politique doit impérativement être subordonnée au renouveau religieux. Œuvrer en faveur du Geistchristentum était donc, aux yeux de Dinter, ce qui conditionnait toute réussite sur le plan politique.
Ayant mis sur pied son propre parti, le Dinterbund, Dinter tenta de faire concurrence au NSDAP, mais dut se résigner, à la suite de la prise de pouvoir de janvier 1933, à présenter la Deutsche Volkskirche comme serviteur de l’État national-socialiste. L’espoir qu’il nourrissait alors de voir son organisation incarner la structure religieuse que les dirigeants nazis avaient à l’esprit et qui figurait au programme politique du NSDAP, ne fut cependant pas réalisé.

## Œuvres (sélection)
- Jugenddrängen. Briefe und Tagebuchblätter eines Jünglings, 1897
- "D' Schmuggler". Elsässische Komödie. Schauspiel in 4 Akten (les Contrebandiers. Comédie alsacienne en 4 actes), 1904
- Der Dämon, Schauspiel in fünf Akten, 1906
- Das eiserne Kreuz. Volksstück in 5 Akten, 1913
- Weltkrieg und Schaubühne, 1916
- Mein Ausschluß aus dem "Verbande Deutscher Bühnenschriftsteller", 1917
- Lichststrahlen aus dem Talmud, 1919
- Die Sünden der Zeit (trilogie)
  - T. I : Die Sünde wider das Blut. Ein Zeitroman (le Péché contre le sang), 1917
  - T. II : Die Sünde wider den Geist. Ein Zeitroman (le Péché contre l'esprit), 1920
  - T. III : Die Sünde wider die Liebe. Ein Zeitroman (le Péché contre l'amour), 1922
- Der Kampf um die Geistlehre, 1921
- Das Evangelium unseres Herrn und Heilandes Jesus Christus, nach den Berichten des Johannes, Markus, Lukas und Matthäus im Geiste der Wahrheit, 1923
- Völkische Programm-Rede im Thüringer Landtag, 1924
- Ursprung, Ziel und Weg der deutschvölkischen Freiheitsbewegung. Das völkisch-soziale Programm, 1924
- 197 Thesen zur Vollendung der Reformation. Die Wiederherstellung der reinen Heilandslehre, 1924

## Parodie
- Artur Sünder (en réalité Hans Reimann) : Die Dinte wider das Blut. 39., wildgewordene und vermasselte Aufl., 640.-683. Ts. vielm. verb. u. verm. Aufl., 11. - 20. Ts. Steegemann, Hanovre, 1921. Parodie humoristique, de 39 pages, de Péché contre le sang. Gros succès, cependant le tirage de 683 000 exemplaires, évoqué par certains, n’a jamais été atteint, ni même approché.